# Colegiata de san Vulfran
La iglesia de San Vulfran es una antigua colegiata de 
Abbeville, departamento de Somme Francia. Situado bajo el patronazgo de San Vulfran desde el XII, constituye con la abadía de Saint-Riquier y la capilla de Saint-Esprit de Rue uno de los más bellos ejemplos del arte gótico flamígero en la Picardía marítima.
Es monumento histórico desde 1840.

## Historia
En ese lugar había una iglesia parroquial bajo el patronazgo de Notre-Dame. En  el XIII, el Conde de Ponthieu, que había traído las reliquias de San Wulfram de Sens, fundó allí un capítulo de veintiséis canónigos seculares. El templo tomó entonces el nombre de colegiata de San Vulfran.
La ortografía del nombre varió de "Saint-Wulfran", "Saint-Wlfran" (la "W" es "VU") a "Saint-Vulfran".
Fue en 1488 cuando se reconstruyó, en el fondo de un valle con terreno pantanoso ubicado, en ese momento, cerca de un brazo del Somme. La nave se construyó entre 1488 y 1539 y el coro entre 1661 y 1663. Nótese que su orientación es particular: la fachada no se abre al oeste, sino al norte  .
La prosperidad de la época hizo posible lograr su magnífica decoración gótica flamígera.
El capítulo de Saint-Vulfran quería poseer la iglesia más hermosa de Ponthieu. Para ello, pidió el apoyo financiero del rey de Francia , el conde du Ponthieu y la ciudad de Abbeville. La parte occidental, iniciada el 7 de junio de 1488, estaba casi terminado en 1502, lo que hizo posible comenzar la fachada este.
El 4 de abril de 1520 le fue encargada la dirección de las obras a Jean Crétel, maestro albañil de Tours-en-Vimeu. Las piedras se extraían de los acantilados de Beaumetz y Pont-Rémy.
En 1524 , se celebró una misa en la segunda capilla. Hasta 1539 el ritmo de los trabajos se fue acelerando. Desafortunadamente, la localidad carecía de recursos, lo que detuvo los trabajos. En el siglo xvii se  autorizó a una cofradía a ampliar su capilla , lo que redujo algo la superficie de la colegiata.
En 1532, las torres estaban en condiciones de albergar las campanas. En 1539, siguiendo la tradición, se interrumpieron las obras cuando se terminaron las dos torres, los vanos de la gran nave, las naves laterales y las seis capillas. Un muro cerró temporalmente la nave y los pasillos laterales hacia el este.
Las guerras de religión y las invasiones españolas detuvieron la obra.
En 1621, la cofradía de merceros obtuvo la reanudación de los trabajos para la construcción del coro cuyos cimientos se habían iniciado en 1573. Pero no fue hasta el comienzo del reinado personal de Luis XIV , de 1661 a 1663, que el coro fue terminado. En 1691, las tres ventanas superiores del ábside fueron decoradas con vidrieras. Por tanto, fue necesario esperar hasta finales del XVIII para que se terminara la parte oriental de la colegiata.

## Descripción

### Nave
Las secciones del siglo XV son relativamente estrechas, de 10 m de ancho, con bóvedas a 31,7 m, lo que da la impresión de una fuerte elevación (su relación altura/anchura es de 3,5 frente a 2,8 de la catedral de Amiens). Los grandes arcos góticos descansan sobre pilares en forma de diamante con molduras prismáticas. El triforio ciego está decorado con una balaustrada y rematado con altas ventanas. Las bóvedas de crucería con liernes y terceletes están decoradas con llaves talladas con las armas de los donantes que financiaron la construcción del edificio. La ampliación del siglo XVII es mucha más sobria. El portal principal está coronado por una tribuna.
El púlpito de madera del siglo XVII fue restaurado y colocado en la nave en 2002.

### Cabecera
Fue construido en el siglo XVII, con una bóveda de madera reconstruida tras el bombardeo del 20 de mayo de 1940. Las ventanas están decoradas con vidrieras de William Einstein. El altar mayor, conocido como el "altar de San Vulfran", fue realizado por los hermanos Duthoit. Está decorada con escenas esculpidas que recuerdan la vida del santo.
El busto-reliquia de roble pintado del siglo XVII de San Vulfran fue restaurado y colocado en esta zona en 2013. El coro está decorado con un Cristo en la Cruz de madera policromada de principios del siglo XV, una estatua del siglo XVII de la Virgen con el Niño sobre una serpiente y un atril del siglo XVIII en forma de águila.
En 1961 se colocó un órgano de coro para sustituir al órgano de galería destruido en 1940.